# Union pour la République (Burkina Faso)
| Union pour la République | Union pour la République |
| ------------------------ | ------------------------ |
| Gründungsdatum:          | 2004                     |
| Gründungsort:            | Ouagadougou              |
| Parteivorsitzender:      | Toussaint Abel Coulibaly |
| Wähleranteil:            | 5 % (2007)               |
| Website:                 |                          |

Die Union pour la République (UPR) ist eine Partei aus dem westafrikanischen Staat Burkina Faso.

## Wahlergebnisse
Bei den Parlamentswahlen 2007 erreichte die UPR fünf von insgesamt 111 Sitzen und wird damit hinter dem CDP und der ADF-RDA zur drittstärksten Partei in Burkina Faso.
Diese Position hat sie bereits bei den Kommunalwahlen 2006 erreicht, wo sie 610 von insgesamt 17'786 Sitzen (3,5 %) in den Gemeinderäten holen konnte.

## Geschichte
Die UPR wurde am 20. Juli 2004 durch eine Gruppe von Parlamentariern, Mitglieder von kleineren Parteien, die nur über einen Sitz im Parlament verfügten, und einige Dissidenten anderer Parteien, ins Leben gerufen. Die Statuten wurden anlässlich eines Gründungskongresses am 4. Juni 2005 verabschiedet. Doch bereits am 2. November 2004 wurden die Gründungsmitglieder der UPR durch den Premierminister Yonli empfangen, womit die Partei de facto zu diesem Zeitpunkt anerkannt war.
Die UPR stellt damit einen Sonderfall in der Politik Burkina Fasos dar, denn ihre Parteimitglieder saßen bereits im Parlament, bevor die Partei überhaupt existierte. Weiter löste ihre Gründung löste auch einen neuen Trend in der Politik Burkina Fasos aus: Mit ihrer Gründung stoppte die bis zu diesem Zeitpunkt voranschreitende Zersplitterung der Parteienlandschaft.

## Ideologie
Die UPR definiert sich selbst als zentristisch-liberal, ohne sich jedoch auf allzu konkrete Positionen festzulegen. Bei den Präsidentschaftswahlen 2005 unterstützte die UPR den damals amtierenden und wiedergewählten Präsidenten Blaise Compaoré. Als Argument für die Unterstützung der Kandidatur Compaorés bei den Präsidentschaftswahlen 2005 wurde seine politische und wirtschaftliche Bilanz angeführt, womit die UPR Kriterien wie Effektivität und Effizienz über ideologische Maxime stellte.